# Thaificazione
La thaificazione è un processo di assimilazione culturale messo in atto dai governi che si sono succeduti in Thailandia nei confronti delle minoranze etniche residenti nelle aree periferiche dello stato. Oggetti di tale processo sono soprattutto la popolazione dell'Isan, l'area del nordest del paese, dove vivono oltre 20 milioni di abitanti di etnia lao, la folta minoranza etnica cinese, sparsa ovunque in Thailandia e la minoranza religiosa musulmana, stanziata principalmente nelle province di confine con la Malaysia.

## Politica governativa
Il Regno del Siam aveva sempre usato una politica di tolleranza con le popolazioni assoggettate. Grande contributo alla thaificazione lo diede il movimento nazionalista che si sviluppò con l'avvento al potere dei generali nel 1932, quando il Re Rama VII fu obbligato a concedere la monarchia costituzionale ed, in seguito, ad abdicare. Fu in questo periodo che vennero prese iniziative che intesero favorire i mercanti thai a svantaggio della folta comunità cinese, fino ad allora trainante per l'economia dello stato. Essere thailandese divenne uno status importante per chi voleva ottenere il successo economico. La Thailandia Centrale e Bangkok in particolare, consolidarono il proprio potere a livello nazionale, fenomeno già in uso fin dalla metà del XIX secolo. quando l'apertura ai commerci con l'estero aveva favorito l'arricchimento ed il rafforzamento del potere nella capitale.
I governi che si succedettero dopo di allora, introdussero diverse novità per stimolare l'integrazione delle popolazioni delle aree periferiche. Una di queste fu lo sviluppo dell'agricoltura, con cui i contadini di queste zone poterono garantirsi condizioni di vita migliori e Bangkok si arricchì con i prodotti rurali che arrivavano dalle province. Fu reso obbligatorio lo studio della lingua thai, con il risultato che quei popoli, come quello lanna del nord e quello isan del nordest, che hanno la propria lingua, diventarono bilingue. Le scuole cinesi vennero abolite, e larghe fasce di immigranti cinesi cominciarono a perdere la propria identità nazionale.
Venne incoraggiato il patriottismo thailandese, diffondendo la figura da venerare dei re thailandesi come indiscussi capi dell'intero paese. Tuttora è d'obbligo nelle scuole thai il saluto alla bandiera nazionale e l'inno nazionale viene diffuso da tutti i mezzi di telecomunicazione due volte al giorno.

## Isan
Nel XIX secolo, dopo l'assoggettamento dei tre regni laotiani, il Siam si era annesso l'odierno Isan ed aveva forzato larghe fasce della popolazione lao a trasferirvisi. Tuttora gli abitanti dell'Isan conservano usi e costumi della terra di origine, anche quelli che si sono maggiormente integrati nella vita thailandese continuano a parlare la propria lingua. Molti lavoratori dell'Isan emigrano soprattutto a Bangkok, dove rappresentano la forza lavoro a basso costo. Negli anni sessanta, diversi abitanti aderirono alla guerriglia organizzata dal Partito Comunista della Thailandia, che ottenne nella zona il supporto di una discreta fascia di popolazione e fu stroncata dai reparti dell'esercito negli anni ottanta.
Le politiche economiche adottate in Isan non hanno soddisfatto le aspettative della popolazione fino alla fine del XX secolo. Le politiche agricole adottate a partire dal 2000 dai governi dell'ex premier Thaksin Shinawatra, hanno contribuito alla riduzione della povertà tra le famiglie dell'Isan dal 35% del 2000 al 17,2% del 2004. Tale beneficio ha coinvolto nella politica una grande parte del popolo isan che, rappresentando un terzo dell'intero popolo thai, è diventato il più grande serbatoio di voti per i partiti appoggiati dall'ex premier, contribuendo alle schiaccianti vittorie nelle elezioni del 2005, 2006, 2007 e 2011.

## Thai-cinesi
La comunità cinese in Thailandia è la seconda al mondo stanziata all'estero dopo quella presente in Indonesia. È integrata nella realtà del Paese e contava, nel 2011, su circa 9 milioni di abitanti, circa il 12% dell'intera popolazione thai. Lo stesso fondatore della dinastia Chakri, re Rama I, aveva tra i suoi antenati dei cinesi. Buona parte dei cinesi arrivati dal XVII secolo nel Paese si sono molto arricchiti, divenendo influenti nell'economia nazionale thai. Molti si sono integrati nella società thai sposando donne locali, ma mantenendo i contatti con la patria. Secondo alcune stime, sono arrivati a controllare circa il 90% dell'economia nazionale. All'inizio del XX secolo, l'introduzione dei cognomi thai decretata da Re Rama VI (fino ad allora nel paese non esistevano i cognomi), portò la maggior parte dei cinesi ad abbandonare il proprio cognome ed adottarne uno thai, divenendo cittadini siamesi.
Un'ondata di proteste nel 1910 dei thai-cinesi per l'eccessivo carico fiscale sulle loro imprese fu uno dei principali motivi che spinse Rama VI a promuovere il nazionalismo siamese e a considerarli "gli ebrei del Siam". Una nuova grave crisi tra gli immigrati cinesi ed i thai si ebbe tra il 1932 ed il 1950, quando la giunta militare nazionalista del dittatore Plaek Pibulsonggram nazionalizzò le più redditizie aziende cinesi della Thailandia, impose speciali tasse agli imprenditori e proibì le scuole cinesi. Molti discendenti delle famiglie cinesi non sanno parlare il cinese e si autodefiniscono thai a tutti gli effetti. Attualmente la lingua cinese è una delle lingue maggiormente studiate dai giovani thai, che l'hanno scelta come lingua straniera a scuola. Malgrado molti cinesi si siano convertiti al Buddhismo Theravada, la religione di Stato thai, le cerimonie cinesi sono molto importanti, nella spettacolare celebrazione del capodanno cinese sono milioni i cittadini che si riversano nelle strade a festeggiare. Molti cinesi hanno mantenuto la religione taoista ed il Buddhismo Mahāyāna.

## Thai-malesi
Le popolazioni musulmane in Thailandia comprendono circa il 5,5% della popolazione totale, sono principalmente di etnia malay e sono concentrate soprattutto nelle province ai confini con la Malaysia di Narathiwat, Pattani, Yala, Songkhla e Satun. Altre comunità islamiche si trovano a Bangkok e nelle altre province della Thailandia del Sud. Malgrado la conquista dei territori di frontiera risalga ai tempi del Regno di Sukhothai (1238-1438) e sia sempre stata rispettata dai siamesi la libertà religiosa dei musulmani, spesso vi sono state ribellioni e spinte autonomiste.
La maggior parte dei musulmani si sono da lungo tempo tranquillamente integrati nella società thai, ma nelle province di Narathiwat, Pattani e Yala, zona conosciuta come regione di Patani, si sono spesso formati gruppi autonomisti. Questa zona costituiva il sultanato semi-indipendente di Patani, stato vassallo siamese da diversi secoli. Tra le varie problematiche denunciate da tali gruppi, vi sono l'abolizione della dinastia del sultano nel 1786, e l'assenza di legali rappresentanti locali alla firma del trattato anglo-siamese del 1909, che sancì l'attuale frontiera tra la Thailandia e la Malesia.
La politica nazionalista adottata a partire dagli anni trenta dal dittatore thailandese Plaek Pibulsonggram tentò di imporre la lingua thai a discapito del dialetto malese parlato nella zona, furono chiuse scuole e tribunali locali, si cercò inoltre di imporre agli abitanti il tipico abbigliamento thai. L'arresto nel 1948 del leader religioso Haji Sulong che si ribellò portò a una rivolta nelle tre province in cui persero la vita centinaia di persone in 6 mesi. Gli insegnanti presero parte alla resistenza fondando scuole in cui si insegnava la lingua locale e i precetti musulmani. Il figlio di Haji Sulong fu eletto in Parlamento dove difese i diritti della sua gente. Le politiche di Pibulsonggram contribuirono alla formazione di oltre 20 gruppi separatisti, che furono attivi dal 1940 al 1990.
Dopo alcuni anni di relativa calma, si è assistito al ritorno di gravi episodi di terrorismo nella zona, che hanno portato nel 2001 all'assassinio di 19 poliziotti thai e a 50 gravi incidenti collegati ai gruppi separatisti. La situazione peggiorò negli anni successivi e dura fu anche la risposta delle forze di sicurezza thailandesi, che in diverse occasioni calpestarono i diritti umani della popolazione provocando grosse manifestazioni di protesta; dal gennaio all'ottobre del 2004 vi furono oltre 500 vittime collegate alla ribellione malay. Particolarmente raccapricciante fu l'incidente di Tak Bai, occorso il 25 ottobre del 2004 nella provincia di Narathiwat, quando 85 dimostranti furono uccisi, 78 dei quali furono stipati e morirono soffocati all'interno dei camion delle forze di sicurezza. Fino ad allora, il governo dell'ex premier Thaksin Shinawatra aveva considerato la situazione frutto del banditismo locale, ma l'aggravarsi della situazione spinse Thaksin ad emanare una legge marziale nel luglio del 2005.
Malgrado gli sforzi governativi ed i frequenti colloqui di pace, la situazione ha continuato ad aggravarsi. Nel 2006 vennero chiuse più di 1.000 scuole, nel timore di azioni terroristiche. Nella crisi legata alla ribellione dei musulmani, tra il gennaio del 2004 ed il gennaio del 2012 sono state uccise 5.243 persone, tra cui 4.363 civili innocenti, e 8.941 sono state ferite. Molte delle vittime sono insegnanti. Nel febbraio del 2012, il Ministero dell'Interno thailandese ha offerto 7,5 milioni di baht alle famiglie delle vittime. La situazione è tuttora critica, ed i colloqui di riconciliazione tra le parti in causa non hanno dato risultati tangibili.

## Lanna
Anche il popolo della Thailandia del Nord, originalmente formato dai tai yuan, che formava il Regno Lanna, assoggettato dal Siam (l'antico nome della Thailandia) nel XIX secolo, è stato obiettivo della thaificazione. In questo caso il processo è stato di più facile realizzazione: il popolo lanna è parte, al pari dei thai, del gruppo etnico e linguistico dei tai kadai. Furono i siamesi a liberare il territorio lanna dal duro dominio della Birmania e l'integrazione è stata indolore.
Al pari degli abitanti dell'Isan, anche molti dei thai settentrionali hanno ricevuto benefici dai governi legati alla famiglia Shinawatra e si sono uniti alle grandi proteste contro la tradizionale classe politica e militare thai che hanno caratterizzato i primi anni del XXI secolo. Tali proteste sono state viste anche come un riacutizzarsi degli antichi conflitti regionali ed etnici che caratterizzarono il periodo di Ayutthaya, in cui vi furono spesso guerre tra i thai, i tai yuan e i laotiani di Lan Xang.

## Altre minoranze
Culture minori che tuttora sono oggetto di thaificazione sono quelle delle minoranze tribali presenti nelle aree di confine del paese. L'integrazione degli abitanti delle tribù varia a seconda dell'origine etnica della tribù stessa, della condizione sociale, della disponibilità della tribù ad integrarsi e del trattamento riservato dalle autorità thailandesi. Per affinità culturale, linguistica e religiosa è stata più facile l'integrazione delle etnie appartenenti ai popoli tai, come i tai lü, i tai dam, i phu thai, i saek, gli shan ed i tai nüa. Difficoltà maggiori comporta l'integrazione delle etnie del ceppo mon khmer, come i bru, i khmu, i kuy ed i mlabri.
Buona parte dei mon, che dominarono larghe zone del sudest asiatico nel primo millennio d.C., furono decimati ed esiliati dai conquistatori birmani. Si rifugiarono in Siam a più riprese a partire dal 1600 e si sono da lungo tempo assimilati alla cultura siamese. I khmer stanziati nelle province di confine tra la Thailandia e la Cambogia settentrionale, pur conservando la loro lingua e la loro cultura, si sono integrati nelle municipalità di quelle zone, dove rappresentano, insieme ai lao-isan, la maggioranza della popolazione.
Lontana dalla realizzazione è l'integrazione delle tribù di origine tibeto birmana, come gli akha, i lisu, i karen ed i lahu, stanziate soprattutto nella Thailandia del Nord. Anche l'integrazione dei moken, i cosiddetti zingari del mare che vivono nelle isole al largo delle coste occidentali del Paese, è molto difficile, soprattutto per la loro scarsa volontà di adattamento alla cultura della Thailandia e per il disinteresse del governo sulla loro condizione.